# Sterling Entertainment Group
Sterling Entertainment Group (ранее известная как United American Video Corporation, United American Video, UAV Corporation, UAV Home Video или UAV Entertainment) — бывшая американская компания, основанная в 1984 году как небольшая местная компания, первоначально расположенная в Нэшвилле, а затем в городе Шарлотт, начиная с 1991 года. Некогда была давним конкурентом GoodTimes Entertainment, Anchor Bay Entertainment и Celebrity Home Video, а также многих других компаний, занимающихся производством продукции домашнего видео.

## История
Компания была основана в 1984 году в Нэшвилле под именем United American Video, в дальнейшем переименовав себя в UAV Corporation для выхода в сферу индустрии развлечения и индустрии программного обеспечения.
Штаб-квартира компании находилась в разных городах США. Так в 1991 году она переехала из Нэшвилла в Шарлотт, а в 1992 году — в Форт-Милл. В том же году она была сформирована как отдельная компания в Нью-Йорке, где UAV предоставляла кредиты, услуги фулфилмента и копирования, а также распространяла свои названия. Затем UAV приобрела библиотеку VidAmerica, насчитывающую около 150 наименований, а затем начала выпуск линейки наименований MTM Enterprises. В конце 1998 года UAV переименовала своё подразделение в сфере индустрии развлечений (в основном, выпуск продукции на домашнее видео) в Sterling Entertainment Group, а спустя год увеличила площадь своей штаб-квартиры на 210 000 квадратных футов, в которой работало более 250 сотрудников. В 2002 году Sterling Entertainment Group был продана частной инвестиционной компании.
14 июня 2006 года частная инвестиционная компания потеряла контроль над компанией из-за кредиторов, и Sterling Entertainment Group подал иск, уволив более 300 сотрудников, утверждая, что финансирование фонда заработной платы было сокращено её кредиторами. Через неделю общее количество увольнений увеличилось примерно до 400 человек. 30 июня ContentFilm объявила о своём намерении приобрести Allumination Filmworks, а также некоторые активы у UAV Corporation и UAV Holdings. Приобретение было завершено в сентябре 2006 года. В 2017 году Content Media Corporation была приобретена компанией Kew Media Group, которая является текущим правообладателем на большую часть оригинальной продукции Sterling Entertainment Group, в то время как недвижимость, лицензированная Sterling Entertainment Group, теперь принадлежит другим дистрибьюторам.

## Продукция
Большинство продуктов, произведённых Sterling Entertainment, являлись VHS и DVD-видео с фильмами, мультфильмами и телешоу, находящимися в общественном достоянии, оригинальными произведениями и эксклюзивными лицензиями, а также полной линейкой музыки и программного обеспечения. Однако известность компании принесли мультфильмы в жанре мокбастер, представляющие из себя копии известных работ студии Walt Disney Animation Studios и других анимационных студий. Примерами таких мультфильмов являются: «Секрет Анастасии», «Молодая Покахонтас», «Секрет Мулан» и другие.
Sterling Entertainment также имел эксклюзивные лицензии на всю библиотеку MTM Enterprises, в которую входили «Шоу Мэри Тайлер Мур», «Блюз Хилл-стрит», «Белая тень» и «Шоу Энди Гриффита». Они также распространяли множество эпизодов телешоу, являющихся общественным достоянием, в том числе The Beverly Hillbillies, The Dick Van Dyke Show и The Lucy Show. Sterling Entertainment также выпустил DVD и видеокассеты с шоу DIC Entertainment.